# Lavin (affluent du Salat)
Le Lavin (ou Laouin) est une rivière du sud-ouest de la France qui coule dans les départements de l'Ariège et de la Haute-Garonne. C'est un affluent du Salat, c'est-à-dire un sous-affluent de la Garonne.

## Géographie
De 11,35 km de longueur, le Lavin prend sa source en Ariège, dans les Petites Pyrénées sur la commune de Betchat, et se jette dans le Salat en rive droite, sur la  commune de Mazères-sur-Salat dans le département de la Haute-Garonne.

## Départements et communes traversés
- Ariège : Betchat
- Haute-Garonne : Cassagne, Marsoulas, Salies-du-Salat, Touille, Mazères-sur-Salat.

## Principal affluent
- Ruisseau de la Monge : 3 km